# Heart of a Woman
Heart of a Woman è un singolo della cantante statunitense Summer Walker, pubblicato il 25 ottobre 2024 come primo estratto dal terzo album in studio Finally Over It.

## Classifiche
| Classifica (2024) | Posizione massima |
| ----------------- | ----------------- |
| Regno Unito       | 83                |
| Stati Uniti       | 57                |